# Straat Palk
De Straat Palk is een zeestraat tussen de Indiase staat Tamil Nadu en de eilandstaat Sri Lanka. Het verbindt de Palkbaai (onderdeel van de Golf van Bengalen) in het noordoosten met de Golf van Mannar in het zuiden (onderdeel is van de Laccadivenzee). De straat is 64 tot 137 kilometer breed. Er monden verschillende rivieren uit in de straat Palk, waaronder de Vaigai. 
Sommige hindoes menen dat de zandbanken, de Adamsbrug, of in India de Rama Setu genoemd, in de zee-engte zijn gebouwd door Rama en zijn apenleger. De Indiase regering kondigde in 2007 een plan om een kanaal voor zeeschepen aan te leggen door deze zandbanken. De hindoeïstische partij BJP protesteerde hiertegen, waarna de regering liet onderzoeken of Rama werkelijk had bestaan. Er werden geen archeologische of historische bronnen gevonden, waarop grote verontwaardiging ontstond, en twee directeuren van de archeologische dienst werden door de minister van Cultuur, Ambika Soni, ontslagen.
De straat is vernoemd naar de Engelse gouverneur van de Madras Presidency, Robert Palk. 